# ابدیت (فیلم آینده)
ابدیت (به انگلیسی: Eternity) یک فیلم کمدی رمانتیک آمریکایی به کارگردانی دیوید فرین، نویسندگی پت کانن و با بازی الیزابت اولسن، مایلز تلر، کلوم ترنر و دیواین جوی رندالف است.

## زمینه داستانی
پس از مرگ، هر شخص فقط یک هفته فرصت دارد تا انتخاب کند که ابدیت را کجا بگذراند. برای جوآن، لری و لوک، این واقعاً یک سؤال است که آن را با چه کسی بگذرانند. جوآن باید بین عشق اولش، یا مردی که زندگیش را با او ساخته است، یک نفر را انتخاب کند.

## بازیگران
- الیزابت اولسن در نقش جوآن
- مایلز تلر در نقش لری
- کلوم ترنر در نقش لوک
- دیواین جوی رندالف در نقش آنا
- جان اوایل در نقش رایان
- اولگا مردیز در نقش کارن

## تولید
پت کانن فیلمنامه ابدیت را نوشت و در سال ۲۰۲۲ به فهرست سیاه بهترین فیلمنامه‌های تولید نشده انتخاب شد. در مارس ۲۰۲۴، دیوید فرین برای کارگردانی فیلم برای ای۲۴ استخدام شد و الیزابت اولسن، مایلز تلر و کلوم ترنر برای ایفای نقش در آن شرکت کردند. در اواخر ماه می، دیواین جوی رندالف به بازیگران پیوست. در ماه ژوئن، جان ارلی و اولگا مردیز به بازیگران پیوستند.

### فیلمبرداری
تصویربرداری اصلی در ۲۴ می ۲۰۲۴ در ونکوور آغاز شد و تولید در ۵ جولای به پایان رسید.